# Ambrosiozyma angophorae
Ambrosiozyma angophorae är en svampart som först beskrevs av M.W. Mill. & J.S.F. Barker, och fick sitt nu gällande namn av Kurtzman & Robnett 20 10. Ambrosiozyma angophorae ingår i släktet Ambrosiozyma, ordningen Saccharomycetales, klassen Saccharomycetes, divisionen sporsäcksvampar och riket svampar.   Inga underarter finns listade i Catalogue of Life.